# جونگ هه این
جونگ هه این (کره‌ای: 정해인؛ زادهٔ ۱ آوریل ۱۹۸۸) بازیگر اهل کره جنوبی است. او نخستین نقش خود را در موزیک ویدئوی ای‌اوای بلک برای ترانهٔ «مویا» در سال ۲۰۱۳ ایفا کرد و نخستین نقش رسمی خود را نیز در سال بعد در مجموعه تلویزیونی عروس قرن بازی کرد. جونگ با بازی در نقش‌های مکمل در مجموعه‌های تلویزیونی وقتی تو خواب بودی و دفترچه زندان در سال ۲۰۱۷ به شهرت رسید و نخستین نقش اصلی خود را نیز در سال ۲۰۱۸ در در مجموعه تلویزیونی ماجرایی زیر باران دریافت کرد. او او از آن زمان تاکنون در مجموعه‌های تلویزیونی یک شب بهاری (۲۰۱۹)، دی.پی. (۲۰۲۱)، گل برفی (۲۰۲۱) و در همسایگی عشق (۲۰۲۴) ایفای نقش کرده است.

## فیلم‌شناسی

### فیلم
| سال  | عنوان                      | نقش                | توضیحات    | منابع  |
| ---- | -------------------------- | ------------------ | ---------- | ------ |
| ۲۰۱۴ | جوانی                      | پارک مان جه        |            | [ ۴ ]  |
| ۲۰۱۵ | فروشگاه جانگ سو            | جوانی کیم سونگ چیل |            | [ ۵ ]  |
| ۲۰۱۶ | ماه سئول                   | جی پیونگ           | فیلم کوتاه | [ ۶ ]  |
| ۲۰۱۷ | مورد توجه پادشاه           | هوک وون            |            | [ ۷ ]  |
| ۲۰۱۷ | توطئه: عصر شورش            | کیم هو             |            | [ ۸ ]  |
| ۲۰۱۸ | هونگ بو: انقلابی           | پادشاه هون‌جونگ     |            | [ ۹ ]  |
| ۲۰۱۹ | روی موج عشق تنظیم کن       | چا هیون اوه        |            | [ ۱۰ ] |
| ۲۰۱۹ | استارت آپ                  | وو سانگ پیل        |            | [ ۱۱ ] |
| ۲۰۲۰ | پی‌وان‌اچ: آغاز دنیای جدید   | هان                | حضور ویژه  | [ ۱۲ ] |
| ۲۰۲۱ | بدون قاب – خوشحالی غم‌انگیز | پارک چه یونگ       | فیلم کوتاه | [ ۱۳ ] |
| ۲۰۲۳ | بهار در سئول               | اوه جین هو         | حضور ویژه  | [ ۱۴ ] |
| ۲۰۲۴ | من جلاد                    | پارک سون وو        |            | [ ۱۵ ] |

### مجموعه تلویزیونی
| سال       | عنوان             | نقش                | توضیحات                 | منابع  |
| --------- | ----------------- | ------------------ | ----------------------- | ------ |
| ۲۰۱۴      | عروس قرن          | چوی کانگ این       |                         | [ ۱۶ ] |
| ۲۰۱۴      | سه تفنگدار        | آن مین سو          |                         | [ ۱۷ ] |
| ۲۰۱۵      | خون               | جو هیون وو         |                         | [ ۱۸ ] |
| ۲۰۱۵      | پاسخ به ۱۹۸۸      | هو یونگ            | حضور افتخاری (قسمت ۱۳)  | [ ۱۹ ] |
| ۲۰۱۶      | آره همینه که هست  | یو سه جون          |                         | [ ۲۰ ] |
| ۲۰۱۶      | گابلین            | چوی ته هی          | حضور افتخاری (قسمت ۷–۸) | [ ۲۱ ] |
| ۲۰۱۶–۲۰۱۷ | روشنایی شب        | تاک                |                         | [ ۲۲ ] |
| ۲۰۱۷      | وقتی تو خواب بودی | هان وو تاک         |                         | [ ۲۳ ] |
| ۲۰۱۷–۲۰۱۸ | دفترچه زندان      | کاپیتان یو جونگ وو |                         | [ ۲۴ ] |
| ۲۰۱۸      | ماجرایی زیر باران | سو جون هی          |                         | [ ۲۵ ] |
| ۲۰۱۹      | یک شب بهاری       | یو جی هو           |                         | [ ۲۶ ] |
| ۲۰۲۰      | بخشی از ذهن تو    | مون ها وون         |                         | [ ۲۷ ] |
| ۲۰۲۱–۲۰۲۲ | گل برفی           | ایم سو هو          |                         | [ ۲۸ ] |
| ۲۰۲۴      | در همسایگی عشق    | چوی سونگ هیو       |                         | [ ۲۹ ] |

### مجموعه اینترنتی
| سال       | عنوان  | نقش        | توضیحات | منابع         |
| --------- | ------ | ---------- | ------- | ------------- |
| ۲۰۲۱–۲۰۲۳ | دی.پی. | آن جون هو  | فصل ۱–۲ | [ ۳۰ ]        |
| ۲۰۲۳      | اتصال  | ها دونگ سو |         | [ ۳۱ ] [ ۳۲ ] |

### برنامه تلویزیونی
| سال       | عنوان                 | نقش  | منابع         |
| --------- | --------------------- | ---- | ------------- |
| ۲۰۱۹–۲۰۲۰ | وقایع سفر جونگ هه این | خودش | [ ۳۳ ] [ ۳۴ ] |

### میزبان
| سال  | عنوان                         | توضیحات                             | منابع  |
| ---- | ----------------------------- | ----------------------------------- | ------ |
| ۲۰۲۲ | چهارمین جوایز محتواهای آسیایی | به همراه دوشیزه کره ۲۰۱۹ کیم سه یون | [ ۳۵ ] |